# Przymus krzyżowy
Przymus krzyżowy (ang. "criss-cross squeeze") jest odmianą przymusu prostego.  W przymusie krzyżowym po zagraniu karty prowadzącej, jeden z obrońców staje w przymusie, a komunikacja zapewniona jest przez groźby:
```
                        ♠ D 2
                        
♥
 A
                        
♦
 -
                        ♣ 2
             ♠ K 3
             
♥
 K 3                nieistotne
             
♦
 -                  
             ♣ -
                       ♠ A
                       
♥
 D 2
                       
♦
 -
                       ♣ A
```

S gra asa trefl, jeżeli obrońca W wyrzuci małego kiera, to rozgrywający odegra asa kier i przejdzie do ręki asem pik, aby skorzystać z wyrobionej damy kier, jeżeli W odrzuci małego piki, to rozgrywający ściągnie z ręki asa pik i dojdzie do stołu asem kier, aby zagrać dobrą już damę pik. Ta odmiana przymusu to przymus niepozycyjny, do tej samej sytuacji dojdzie bez względu na to, który z obrońców trzyma dwa króla.